# 9,3 × 62 mm
Die 9,3 × 62 mm ist eine für die Jagd in Afrika und auf Hochwild entwickelte Gewehrpatrone. Bei einem Geschossdurchmesser von 9,3 mm hat sie eine Hülsenlänge von 62 mm.

## Entwicklung
Die 9,3 × 62 mm wurde zu Beginn des 20. Jahrhunderts von deutschen Kolonialbeamten beim Berliner Büchsenmacher Otto Bock für die Farmer in Afrika in Auftrag gegeben. Die Patrone sollte aus günstigen Büchsen, also normalen Systemen zu verschießen sein und trotzdem für die Jagd auf Savannenwild in Afrika taugen. Obwohl sie mit geeigneten Geschossen für die Jagd auf die Big Five ausreichend Leistung bereitstellt, ist in einigen wenigen Ländern die Verwendung wegen der aus der Zeit unter britischer Verwaltung stammenden Mindestdurchmesser von 9,5mm also Kaliber .375 nicht zulässig.
In Deutschland erlebt die Patrone eine Wiederbelebung durch ihre Wirksamkeit bei der Drückjagd und der Jagd auf Schwarzwild. Sie kann wegen ihrer in Relation zum Kaliber kurzen Hülse sehr gut in kurzläufigen und leichten Waffen verschossen werden. Der Rückstoß ist dabei moderat. Ihre Schwäche hat die Patrone in ihrer begrenzten Reichweite. Ab 150 m fällt die Flugbahn des Geschosses stark ab. Der Nachteil kann allerdings durch moderne Führbandgeschosse aus Kupfer oder Messing ausgeglichen werden.